# Roundabout
Roundabout is een nummer van de Britse band Yes. Het staat op hun album Fragile dat in november 1971 verscheen. Op 4 januari 1972 werd het nummer uitgebracht als single, met Long Distance Runaround, een ander nummer van Fragile, als B-kant.
Roundabout is Engels voor rotonde.

## Achtergrond
Roundabout is geschreven door zanger Jon Anderson en gitarist Steve Howe en geproduceerd door de gehele band in samenwerking met Eddy Offord. Het nummer ontstond in maart 1971 tijdens de tournee ter promotie van The Yes Album terwijl de band van Aberdeen naar Glasgow reed, na een optreden in Aviemore. Ze kwamen onderweg veel rotondes tegen, waardoor Anderson en Howe inspiratie kregen om een nummer te schrijven over hun reis terwijl ze achter in de bandbus zaten. Anderson had cannabis gerookt, waardoor alles volgens hem "levendig en mystiek" werd. Hij vertelde: "Het was een bewolkte dag, we konden de bovenkant van de bergen niet zien. We konden alleen de wolken zien omdat ze recht boven ons waren... Ik weet nog dat ik zei, 'Oh, kijk, de bergen! Ze komen vanuit de lucht!'" en hij begon de tekst in een notitieboekje te schrijven in een vrije stijl met minimale bewerkingen. Binnen 24 uur kwam de band terug in Londen waar Anderson herenigd werd met zijn toenmalige vrouw, wat de regel "Twenty-four before my love, you'll see, I'll be there with you" inspireerde. Een meer waar ze langs reden terwijl ze Glasgow naderden leverde het idee voor de regel "In and around the lake". Toen ze in het hotel in Glasgow aankwamen, begonnen Anderson en Howe ideeën voor het nummer op te nemen.
Roundabout was volgens Howe oorspronkelijk een instrumentale gitaarsuite en een basisontwerp was al uitgewerkt toen hij het begon te ontwikkelen: "Alle ingrediënten zijn er - het enige dat ontbreekt is het nummer. Roundabout was een beetje zo; er was een structuur, een melodie en een paar regels tekst." In 1994 claimde de oorspronkelijke Yes-gitarist Peter Banks dat hij de riff van het nummer een aantal jaar voordat de band het nummer opnam had bedacht.
Een ingekorte versie van Roundabout met een lengte van 3:27 minuten werd twee maanden na de uitgave van het album Fragile uitgebracht op single. Het nummer bereikte de dertiende plaats in de Verenigde Staten, maar in het Verenigd Koninkrijk werd het niet uitgebracht op single. Ook in Nederland werd het een hitje met een 23e plaats in de Top 40 en een eenmalige notering in de week van 11 maart 1972 in de Daverende Dertig op plaats 27.
Het nummer werd in 2012 gebruikt als outro voor het eerste seizoen van de animeserie JoJo's Bizarre Adventure. Het nummer werd gekozen omdat auteur Hirohiko Araki veel naar het nummer luisterde terwijl hij de originele manga schreef.

## Hitnoteringen

### Nederlandse Top 40
| Hitnotering: 26-02-1972 t/m 11-03-1972 | Hitnotering: 26-02-1972 t/m 11-03-1972 | Hitnotering: 26-02-1972 t/m 11-03-1972 | Hitnotering: 26-02-1972 t/m 11-03-1972 | Hitnotering: 26-02-1972 t/m 11-03-1972 |
| Week                                   | 1                                      | 2                                      | 3                                      |                                        |
| -------------------------------------- | -------------------------------------- | -------------------------------------- | -------------------------------------- | -------------------------------------- |
| Positie                                | 28                                     | 23                                     | 26                                     | uit                                    |

### NPO Radio 2 Top 2000
| Nummer met noteringen in de NPO Radio 2 Top 2000 | '00 | '01 | '02 | '03 | '04 | '05 | '06 | '07 | '08 | '09 | '10 | '11 | '12 | '13 | '14 | '15 | '16  | '17  | '18  | '19  | '20  | '21  | '22  | '23  | '24  |
| ------------------------------------------------ | --- | --- | --- | --- | --- | --- | --- | --- | --- | --- | --- | --- | --- | --- | --- | --- | ---- | ---- | ---- | ---- | ---- | ---- | ---- | ---- | ---- |
| Roundabout                                       | 246 | 204 | 194 | 317 | 465 | 603 | 614 | 681 | 506 | 554 | 689 | 679 | 928 | 791 | 972 | 931 | 1087 | 1025 | 1267 | 1307 | 1515 | 1596 | 1593 | 1699 | 1541 |

1. ↑  Een vetgedrukt getal geeft de hoogste notering aan.
2. ↑  2000 was het eerste jaar met een notering voor dit nummer.

1. ↑  (ja) JoJo no Kimyō na Bōken' Tsuda Naokatsu direkutā intabyū (kōhen) 'JoJo!' to sakebitaiga, ōpuningu no yōbō" 「ジョジョの奇妙な冒険」津田尚克ディレクターインタビュー （後編） 「ジョジョ！」と叫びたいが、オープニングの要望 (14 mei 2013). Geraadpleegd op 3 maart 2014.